# Murányszabadi
Murányszabadi (1899-ig Murány-Lehota, szlovákul: Muránska Lehota) község Szlovákiában, a Besztercebányai kerületben, a Nagyrőcei járásban.

## Fekvése
Nagyrőcétől 12 km-re északnyugatra, a Szlovák-Érchegység délkeleti részén, a Murányi-fennsíkon, 388 m magasan fekszik.

## Története
1453-ban „Lehota” néven említik először. A falut a 15. század közepén a vlach jog alapján telepítették a jolsvai uradalom területén. 1551-ben „Lehota Maior”, 1573-ban „Lehotka, Lehotta Maior et Minor”, 1672-ben „Murany Lehota” alakban szerepel az írott forrásokban. 1553-ban hat adózó portája létezett. A 16. századtól a murányi váruradalom része volt. Lakói főként juhtenyésztéssel foglalkoztak. A 16–17. században sokat szenvedett a török rajtaütésektől. Az 1710-ben pusztító pestisjárvány 137 áldozatot követelt. 1773-ban 16 jobbágy és 15 zsellérportája volt.
A 18. század végén Vályi András így ír róla: „Murány Lehota. Elegyes falu Gömör Várm. földes ura G. Kohári Uraság, lakosai külömbfélék, fekszik Murány Hosszúrétnek szomszédságában, mellynek filiája, határja középszerű, legelője hasznos, fája elég van.”
1828-ban 43 házában 481 lakos élt. Lakói ekkor szénégetéssel, zsindelykészítéssel foglalkoztak, valamint a környékbeli kohókban dolgoztak.
A 19. század közepén Fényes Elek eképpen írja le: „Lehota (Murány), tót f., Gömör és Kis-Honth vmegyében, Murányhoz délre 3/4 órányira a völgyben: 481 kath. lak. Határa nyugotnak rozsra, zabra elég termékeny, de észak és kelet felé olly kősziklás, hogy kecskék alig mászhatják meg. Az itt fakadó vizek meszesek, s soha be nem fagynak, egyébiránt pisztránggal bővölködnek. F. u. h. Coburg. Ut. posta Rosnyó 10 óra.”
Borovszky Samu monográfiasorozatának Gömör-Kishont vármegyét tárgyaló része szerint: „Muránylehota, a Lehota patak mellett fekvő tót kisközség, 77 házzal és 408 róm. kath. vallású lakossal. Hajdan a jolsvai, illetőleg a murányi várbirtokok közé tartozott és azoknak sorsában osztozott. Most is a Coburg herczegi családnak van itt nagyobb birtoka. Az e községtől délre eső Polána hegyből fakad az ú. n. Ratkói patak. A falu katholikus temploma 1820-26 között épült. A község postája, távírója és vasúti állomása Murány.”
A trianoni diktátumig Gömör-Kishont vármegye Nagyrőcei járásához tartozott.

## Népessége
| Év:            | 1994. | 2004.   | 2014.    | 2024.  |
| -------------- | ----- | ------- | -------- | ------ |
| Emberek száma: | 239   | 234     | 200      | 199    |
| Eltérés:       |       | -2,09 % | -14,52 % | -0,5 % |

| Év:            | 2023. | 2024.   |
| -------------- | ----- | ------- |
| Emberek száma: | 202   | 199     |
| Eltérés:       |       | -1,48 % |

1910-ben 379, túlnyomórészt szlovák lakosa volt.
2001-ben 249 lakosából 233 szlovák volt.
2011-ben 205 lakosából 186 szlovák.

## Nevezetességei
Római katolikus temploma 1826-ban klasszicista stílusban épült. Benne ismeretlen mester által faragott műemlék szobrok találhatók.

## Külső hivatkozások
- A község a kistérség honlapján
- Községinfó
- Murányszabadi Szlovákia térképén
- E-obce.sk[halott link]